# Бодров, Владимир Васильевич
Владимир Васильевич Бодров (1 апреля 1958, Химки, Московская область, РСФСР, СССР) — советский и российский футболист и тренер, полузащитник. Чемпион мира среди молодёжи (1977).
Воспитанник футбольной школы московского «Динамо». За основной состав бело-голубых не провёл ни одной официальной игры. В 1980 году перешёл в тверскую «Волгу», в дальнейшем играл за рыбинский «Сатурн», ярославский «Шинник», московский «Локомотив», снова «Шинник» и снова «Волгу». В 1992—1993 годах играл за чешскую «Вагонку», а завершал карьеру в качестве играющего тренера в «Автомобилисте» из Ногинска.
Всего за карьеру сыграл около 500 официальных матчей, в том числе 312 в первой лиге СССР.
В 1977 году участвовал в финальном турнире чемпионата мира среди молодёжи в составе сборной СССР и стал его победителем. На этом турнире он сыграл 4 матча.
Помимо «Автомобилиста», Бодров тренировал клуб высшей лиги Латвии «Динабург», дубль московского «Спартака» и ФК «Зеленоград», а также детские команды московских «Динамо» и «Спартака».
С ноября 2008 года по 22 июня 2018 года — главный тренер Академии «Спартак» по футболу им. Ф. Ф. Черенкова. За 10 лет под руководством Владимира Бодрова Академия неоднократно выигрывала зимнее и летнее первенство Москвы, становилась обладателем Кубка столицы, завоевывала звание чемпиона России в различных возрастных категориях и занимала призовые места на престижных международных турнирах. С 2019 года — старший (главный) тренер в ФШМ.